# Mpinga Kasenda
Mpinga Kasenda (20 de agosto de 1937 – 7 de maio de 1994) foi um político do Zaire sob Mobutu Sese Seko. Kasenda foi  primeiro-ministro do Zaire entre 1977 a 1979 e ministro das Relações Exteriores de 1993 a 1994. Ele foi morto em um acidente de avião perto do aeroporto em Kinshasa. 